# Orsolya Turai
Orsolya Turai (* 5. Januar 1978 in Budapest) ist eine ungarische Germanistin.
Turai hat Germanistik an den Universitäten Budapest und Jena studiert und beschäftigt sich besonders mit der Erforschung der österreichisch-deutschen Elemente der Budapester Gaunersprache, sie hat dazu auch ein Wörterbuch erstellt.
Sie ist Redakteurin der Internetzeitschrift literatur.hu und Moderatorin der deutschsprachigen Sendung mehr licht! im ungarischen freien Radiosender Tilos Rádió.